# Senhor, Cuida de Mim
Senhor, Cuida de Mim é o título do primeiro CD do Ministério de Adoração da Graça. Vendeu mais de 250 mil cópias. Todas as músicas do álbum foram compostas por R. R. Soares e Carlinhos GerD. O disco teve registro em DVD.

## Faixas
| Número da Faixa | Nome da Música            | Duração | Cantada por                    |
| --------------- | ------------------------- | ------- | ------------------------------ |
| 1               | Guerreiro Vencedor        | 03:51   | Rafael Araújo                  |
| 2               | Cuida de Mim              | 05:17   | Dayane Damasceno               |
| 3               | Me Realizo                | 05:15   | Banda GerD (Participação)      |
| 4               | Mensageiro                | 03:36   | Marcelo Müller e Rafael Araújo |
| 5               | Necessito de Ti, Senhor   | 05:46   | Marcelo Müller                 |
| 6               | Vamos Cantar de Alegria   | 04:03   | Rafael Araújo                  |
| 7               | Sedento de Ti             | 05:41   | Gustavo Silva                  |
| 8               | Apaixonado                | 04:36   | Valéria Pereira                |
| 9               | Não Há Deus Igual a Ti    | 05:11   | Gustavo Silva                  |
| 10              | Tua Beleza é Incomparável | 05:31   | Dayane Damasceno               |
| 11              | Intimidade                | 04:54   | Gustavo Silva                  |
| 12              | Grande Adoração           | 05:43   | Marcelo Müller                 |